# Pedro Téllez-Girón (duca 1537)
Pedro Téllez-Girón de la Cueva Velasco y Toledo (Osuna, 29 luglio 1537 – Madrid, 13 settembre 1590) è stato un politico e militare spagnolo, primo duca di Osuna, quinto conte di Urueña.

## Biografia
Nel 1552 sposò la figlia del Duca di Medina Sidonia.
Fu ambasciatore di Filippo II di Spagna in Portogallo (1579) e collaborò con Cristóvão de Moura al progetto di unificazione di Portogallo e Spagna. Aspirò al comando dell'esercito di stanza nella terra lusitana e rimase profondamente deluso e offeso allorquando la nomina andò al Duca d'Alba. Per compensarlo dello smacco subìto, nel 1580, fu posto alla testa del corteo funebre della regina Anna d'Austria, morta a Badajoz e fu nominato viceré e Capitano Generale del Regno di Napoli, carica che mantenne dal 1582 al 1586.
Nel suo mandato realizzò delle bonifiche nei dintorni di Napoli e ampliò la viabilità nella Campania e Puglia.